# Dvorec Draškovec
Dvorec Draškovec je nekoč stal v naselju Mihovica v občini Šentjernej. 
EŠD: nezaščiteno območje
Koordinati: 45°51'47,91" N 15°19'17,02" E

## Zgodovina
Prva omemba sega v leto 1254. Velika verjetnost je, da je bil Draškovec prvotno mejna utrdba višnjegorsko - spanhajmskih v bojih za kransko - ogrsko mejo (1125 - 1131) in kasneje prezidan v dvorec. V 13. stol. so ga upravljali vitezi Kaucarji in od tod tudi domnevni izvor imena dvorca. Nemško der - množina + Kauc narečno Derškauc. V 16. stol. so ga imeli v posestvi Turjaški. Leta 1650 ga je kupil grof Janez Herbert Lamberg. Leta 1670 ga je kupil baron Volf Karel Jurič, 1789 baron Janez Ignac Wernegkh. Po letu 1789 je bil lastnik baron Karel Sigmund Gall. Leta 1792 Anton Ferdinand Trenz, 1894 Feliks Stare in nato ponovno graščaki Trenz do konca druge vojne. Dvorec je imel tudi okroglasto grajsko kapelo sv. Ignacija, ki je bila porušena med drugo vojno. Leta 1966 so ga kljub nasprotovanju spomeniške službe dvorec podrli in na njegovem mestu zgradili kmetijsko zadrugo Novo mesto. Pristava dvorca je še delno ohranjena.